# Trenu, Prahova
Trenu este un sat în comuna Chiojdeanca din județul Prahova, Muntenia, România.
Așezarea este atestată documentar din anul 1815.
În 1831, Trenu era un sat din plaiul Despre Buzău din județul Saac și avea 54 de gospodării.